# اکسموث
latitudeاکسموثlongitudeاکسموث
اکسموث (به انگلیسی: Exmouth) یک شهرک در بریتانیا است که در انگلستان واقع شده‌است.

## خصوصیات
اکسموث ۳۲٬۵۶۳ نفر جمعیت دارد.

## خواهرخوانده
شهر دینان، فرانسه خواهرخواندهٔ اکسموث هست.